# Court
Court is een gemeente en plaats in het Zwitserse kanton Bern, en maakt deel uit van het district Jura bernois.
Court telt 1.432 inwoners.

## Geboren
- Roger Beuchat (1941), wielrenner